# Dienstleistungsgesellschaft
Der Begriff Dienstleistungsgesellschaft zielt auf den gesellschaftlichen Strukturwandel ab, der sich beginnend in den 1970er Jahren auf unterschiedliche Weise in allen westlichen Industriestaaten vollzogen hat. Tatsächlich handelt es sich um einen Euphemismus für den Abbau von Infrastrukturen in der Montanindustrie, weniger um eine allgemeine Deindustrialisierung. In der Summe ist der Wandel jedoch mit einem erheblichen Rückgang der Zahl der Arbeitsplätze in der Industrie verbunden. 2016 waren in Deutschland nur noch etwa 25 Prozent der Erwerbstätigen in der Industrie beschäftigt.
Zunächst verlagerten sich in der Grundstoffindustrie viele Produktionsmengen in Länder mit günstigeren Gewinnungsmethoden für Kohle und Erze sowie Mineralöl und Erdgas. Dann verblieben in der verarbeitenden Industrie aufgrund von Automatisierung und Produktivitätssteigerung immer weniger Arbeitsplätze und gleichzeitig konnte die Nachfrage nach Industrieprodukten immer kostengünstiger durch Transport von neuen Herstellern zu den Verbrauchern befriedigt werden, so dass der Dienstleistungssektor (im Sinne der Drei-Sektoren-Hypothese von Jean Fourastié) einerseits immer mehr Arbeitskräfte und andererseits immer mehr Kaufkraft an sich binden konnte.

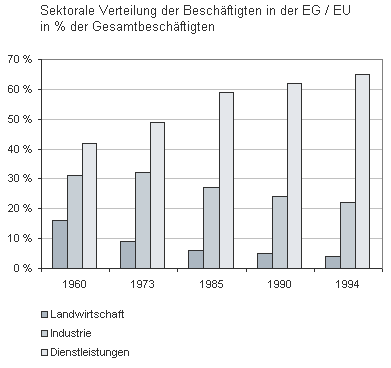
Sektorale Verteilung der Beschäftigten in der EG / EU in % der Gesamtbeschäftigten

Der Prozess der Umwandlung einer Industriegesellschaft hin zur Dienstleistungsgesellschaft wird als Tertiärisierung bezeichnet.
Neben den veränderten materiellen Grundlagen wird mit Dienstleistungsgesellschaft auch eine Veränderung gesellschaftlicher Werte und Normen verbunden.

## Ursachen der Tertiärisierung und gegenläufige Tendenzen
Eine Reihe von Hypothesen versuchen das Phänomen der Tertiärisierung zu begründen. Hierzu zählen u. a. die Auslagerungsthese und die Interaktionsthese. Tatsächlich verwandelt sich die Struktur der Nachfrage in der Gesellschaft nicht, sondern durch Prekarisierung nimmt der Anteil der Personen mit geringem Einkommen zu und die frühere Vollbeschäftigung endet.
Durch die Produktivitätssteigerung in den ersten beiden Sektoren wurden Arbeitskräfte frei und der Dienstleistungsbereich diente als „Auffangbecken“ für die freigesetzten Arbeitskräfte. Zudem trennen sich im Rahmen des Outsourcing Unternehmen von Aktivitäten, die nicht zu den Kernkompetenzen gehören und kaufen diese Leistungen bei spezialisierten Anbietern für unternehmensbezogene Dienstleistungen wie z. B. Instandhaltung, EDV, Sicherheitsdienste. Zusätzlich gibt es bei konstantem Bedarf im Bereich der Planung und Durchführung der Güterproduktion einen erhöhten Bedarf an Dienstleistungen bei der Lagerung, Verteilung und Montage der Güter innerhalb des produzierenden Gewerbes und zu den Verbrauchern, den man u. a. auf Rationalisierungslücken zurückführt. Die Unternehmen würden Unsicherheit aus ihren technisisierten Kernprozessen verdrängen und sie in periphere Stäbe und Serviceabteilungen auslagern. In diesem Zusammenhang spricht man von „Vermittlungsarbeit“ oder „Gewährleistungsarbeit“ an der Peripherie der „harten“ technischen Kerne der Industrie. Dazu zählen auch der Vertrieb und die Anwendungsberatung zunehmend komplexer und daher erklärungsbedürftiger Güter (z. B. im Pharma-, Chemikalien- oder Versicherungsvertrieb). Seit den 1980er Jahren expandierten diese Formen der mobilen Dienstleistungsarbeit im Außendienst. Allerdings werden heute immer mehr dieser Vermittlungs- und Beratungsprobleme durch internetbasierte KI-Anwendungen in direkter Kommunikation mit dem Kunden gelöst. Die Unsicherheit (z. B. durch plötzliche Eilaufträge oder Auftragsänderungen, Sonderwünsche der Kunden oder zunehmenden modischen Variantenreichtum und Kleinstserien) wird heute zunehmend von den immer flexibler programmierbare operativen Systemen absorbiert, ohne dass Vertriebsaußendienste eingeschaltet werden müssen, so z. B. mittels Produktkonfiguration durch den Kunden im Internet. Angesichts der hohen Rate der Neueinführung erklärungsbedürftiger Produkte bleibt der Face-to-face-Kontakt in Vertrieb und Service jedoch wichtig.
Daneben existiert eine beachtliche private, kaufkräftige Nachfrage nach Dienstleistungen, unter Umständen verstärkt durch die Veränderungen in den Lebensbedingungen (sinkende Arbeitszeit führt zu Nachfrage nach Freizeitangeboten) und in der Bevölkerungsstruktur. Jean Baudrillard postuliert, dass der Dienstleistungskonsum anders als die Versorgung mit Massenprodukten für breite Schichten hochgradig klassenspezifisch ist. Wirtschaftliches Wachstum resultiere in einer steigenden Ungleichheit der in Anspruch genommenen Dienstleistungen. Einerseits entstehen immer mehr individualisierte und innovative Dienstleistungen für die Reichen (z. B. Luxusrestaurants und -hotels), andererseits gibt es spezielle soziale Dienstleistungen z. B. für die in benachteiligten Vierteln lebenden Menschen (z. Erziehungs- oder Drogenberatung). Der britische Ökonom und Soziologe Jonathan Gershuny wies auch auf den Einfluss des Steuersystems auf diese Nachfrage hin: Niedrige Lohnsteuern und Sozialversicherungsbeiträge und hohe Verbrauchssteuern führen zur Substitution von Geräten durch Dienstleistungen, beschleunigen also die Verbreitung der Dienstleistungsarbeit; hohe Lohnsteuern und Sozialversicherungsbeiträge wie etwa in Skandinavien führen hingegen immer häufiger zur Substitution von Dienstleistungsarbeit durch Geräte, also zur Entwicklung einer Do-it-yourself-Gesellschaft.
Eine Folge ist die wachsende Komplexität sozialer und ökonomischer Systeme. Voraussetzung für die Anpassung ist die allgemeine Verbreitung moderner Informationstechnik und schnellerer Kommunikationspfade. Diese generieren einerseits neue Typen von Dienstleistungsarbeit in allen Branchen und gesellschaftlichen Bereichen, andererseits tragen sie zur Rationalisierung der Dienstleistungsarbeit bei.

## Entwicklung in Deutschland
Legt man die Beschäftigungsverhältnisse in den jeweiligen Wirtschaftssektoren oder den Anteil der Sektoren am Bruttosozialprodukt (BSP) als Maß an, lässt sich daraus schließen, dass Deutschland bis Ende des 19. Jahrhunderts eine Agrargesellschaft und bis in die 1970er Jahre eine Industriegesellschaft war. In dieser Lesart überholte dann der expansive tertiäre Sektor in den 1970ern den sekundären Sektor und man kann seitdem in der Bundesrepublik Deutschland von einer Dienstleistungsgesellschaft sprechen.
Interpretiert man die klassische Drei-Sektoren-Theorie von der Nachfrageseite her und betrachtet man dahingehend den Konsum klassischer personenbezogener Dienstleistungen (tertiärer Produkte) wie z. B. Frisör-, Konzert- oder Restaurant/Cafébesuche bzw. die Inanspruchnahme von Reinigungs- oder Renovierungsservice, kann man jedoch zu anderen Schlüssen kommen. Wie Jonathan Gershuny für Großbritannien und Boris Loheide für Deutschland nachgewiesen haben, ist dieser Konsum zumindest von den 1970er bis zu den 1990er Jahren wider Erwarten nicht nennenswert gestiegen. Stattdessen kauften die Menschen zunehmend Produkte des sekundären Sektors, mit denen solche Dienstleistungen ersetzt werden bzw. man sie selbst erbringen kann, wie z. B. Waschvollautomat, Home-Cinema oder Espressomaschinen. Gleichzeitig wälzen viele Unternehmen Serviceleistungen auf den Verbraucher ab, indem sie ihn sich sein Essen bzw. Kaffee selber am Tresen abholen (Systemgastronomie), sein Geld selber ziehen (Geldautomat) oder seine Möbel selber zusammenbauen (IKEA) lassen. Demzufolge leben die Einwohner der Bundesrepublik Deutschland weniger in einer Dienstleistungs- als in einer Selbstbedienungsgesellschaft.

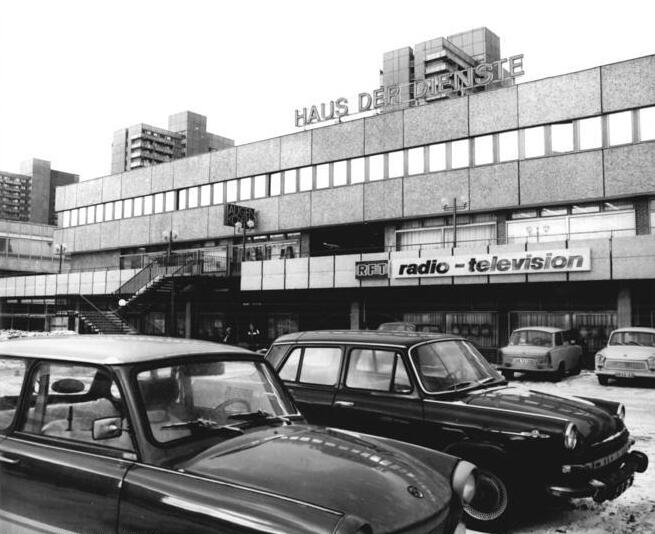
Einrichtungen wie das Haus der Dienste in Halle-Neustadt boten hauswirtschaftliche Dienstleistungen, Servicewerkstätten wie Maßschneidereien, Fotoatelier und für Augenoptik.

Die Deutsche Demokratische Republik (DDR) hatte zum Zeitpunkt des Mauerfalles (1989) in quantitativer Hinsicht die gleiche sozioökonomische Struktur wie die Bundesrepublik Deutschland um 1965. Die Ursachen dafür liegen in der niedrigen Produktivität und der Vernachlässigung des Dienstleistungssektors durch die sozialistische Wirtschaftsplanung. Es waren zu viele Menschen in den ersten beiden Sektoren beschäftigt. Der Einsatz und Arbeitsumfang von Dienstleistungen war schwer im Voraus planbar. Nach der Wiedervereinigung haben die neuen Bundesländer sich schnell zu einer Dienstleistungsgesellschaft entwickelt, nicht zuletzt durch die Stilllegung zahlreicher industrieller Großbetriebe.

## Folgen der Tertiärisierung
Die Berufe mit den höchsten Beschäftigungszuwächsen sind etwa: Bürokräfte, Pflegeberufe und Datenverarbeitungsfachleute. Die Anforderungen an die Arbeitnehmer steigen vor allem im Bereich der fachlichen und inhaltlichen Qualifikation und der sozialen Kompetenzen (zum Beispiel Teamfähigkeit und Eigenständigkeit).
Die über Jahrhunderte bedeutende Schicht der Bauern verlor immer mehr an Bedeutung. Heute sind sie in der EU mit weniger als 1 Prozent Anteil an allen Erwerbstätigen eine zu vernachlässigende Größe. Die Bauern verfügen über erhebliche Vermögenswerte, aber ihre finanzielle Situation ist häufig sehr angespannt. Bei einer durchschnittlichen Wochenarbeitszeit von 59 Stunden ist das durchschnittliche Nettohaushaltseinkommen pro Kopf sogar niedriger als das eines Arbeiters.
Seit der industriellen Revolution im 18. Jahrhundert war die Arbeiterschaft eine zahlenmäßig dominierende Schicht, bis sie Ende der 1970er Jahre von den Beamten und Angestellten abgelöst wurden. Im Zuge des Wirtschaftswunders ist die zahlenmäßig schrumpfende Arbeiterschaft sozial aufgestiegen. Sie erreichte einen höheren Lebensstandard und eine bessere soziale Absicherung, doch ihre schwere physische Belastung blieb.
Heute ist die größte, dabei sehr heterogene soziale Gruppe der Gesellschaft die der Angestellten. Diese gesellschaftliche Schicht trat erstmals um die Wende vom 19. zum 20. Jahrhundert mit der Abspaltung einfacher Büro- von kaufmännischen Tätigkeiten und der Übernahme von unteren industriellen Führungskräften in das Angestelltenverhältnis in Erscheinung. Bis heute ist ihr Anteil an den Erwerbstätigen bis auf etwa 60 Prozent gestiegen.
Man kann ihre Tätigkeiten in drei klassische Bereiche gliedern: Kaufmännische und administrative Tätigkeiten, technische Tätigkeiten und soziale, medizinische und erzieherische Tätigkeiten. Viele Angestellte finden sich auch in den Berufsfeldern Verkehr, Kommunikation und Information. Die meisten Angestellten sind im tertiären Sektor beschäftigt. Durch die der Tertiärisierung des sekundären Sektors gibt es außerdem eine zunehmende Zahl von Angestellten in der Industrie.
Viele Berufe der Dienstleistungsgesellschaft gelten als relativ rationalisierungsresistent, da sie teils sprach- und kulturabhängig sind (z. B. Lehrer, Erzieher) und ihre Ausführung wenig normierbar ist, die Beurteilung der Qualität ihrer Ausführung also oft vom individuellen Kundengeschmack abhängt.
Als weitere, mittelbare Folge der Tertiärisierung sind Veränderungen im Verkehrssektor zu beobachten, siehe Güterstruktureffekt.